# 王三德
王三德（？—1634年），字未凝，别号尹愚，又号宜苏，河南归德府永城縣人。明朝文人。

## 生平
生而岐嶷，学复敦敏。伯兄三极、仲兄三益、叔兄三善情笃友于，观摩诸兄。及三同氣後先脱颖，而公方应童子科，学使者三试冠軍，聲名藉甚。甫鎎食，即從匡嶽徐先生究心性命之學。登万历三十七年（1609年）己酉科河南乡试举人，本房考官钱石楼叹服二三场，宏览博物，当是公辅之器。萬曆四十一年（1613年）癸丑科成進士，人方想望经纶，乃孝友性成，念其母已年逾八旬，而伯兄先亡，仲兄赴石楼县任职，叔兄亦在考功部署，母親无人侍养，遂乞假归省。及母親去世，王三德一手收殮，独当大事。
守喪期滿，王三德谒选，萬曆四十六年（1618年）六月得授南京大理寺评事。考满，擢南京吏部考功司主事，天啓三年升郎中。不久，叔兄抚黔阵亡，仲兄州牧坐议，骨肉伤心。又值魏忠賢秉政，王三德引嫌退居。迨起山東兖東僉事，进參議，分巡济宁。崇祯五年（1632年）九月，转浙江粮储副使。七年迁杭严道右参政，皆尽职掌。因积劳成疾，未及大用而卒。

## 著作
著有《事友堂集》、《醉石軒诗集》、《恒言忆》等书行于世。

## 家族
曾祖王英。祖父王武。父王禄，赠大中丞鳳溪公；三德为季子。兄王三善，贵州巡抚。仲兄王三益，字谦中，號漢陽，万历二十五年丁酉科舉人，历任石楼、丰县知县，升曹州知州。叔兄王三善，官至贵州巡抚，平定奢安之乱中阵亡。